# Argtim Ismaili
Argtim Ismaili (* 25. Februar 1999 in St. Gallen) ist ein schweizerisch-nordmazedonischer Fussballspieler.

## Karriere
Ismaili begann seine Karriere beim SC Brühl. Im Alter von zehn Jahren verliess er den Verein für die Jugendabteilung des Stadtrivalen FC St. Gallen, für den er bis in die U-18 spielte. 2017 wurde er kurzzeitig an den FC Winkeln ausgeliehen, einem weiteren Verein aus der Stadt St. Gallen. Ab Sommer 2017 spielte Ismaili als Leihspieler für die U-20 des FC Wil, die zweite Mannschaft des Vereins. Mit der neuen Saison wurde Ismaili vom FC Wil im Sommer 2018 definitiv übernommen. Ab der Rückrunde der Challenge League 2019/20, die von der COVID-19-Pandemie in der Schweiz unterbrochen wurde, stand Ismaili im Kader der ersten Mannschaft. Sein Debüt gab Ismaili erst im Juni 2020 beim 1:1 gegen den damaligen Tabellenleader Lausanne-Sport. Er wurde in der 60. Minute eingewechselt. Den Saisonstart der Saison 2020/21 verpasste Ismaili wegen einer verletzten Hüfte. Im Oktober 2020 verlängerte der FC Wil den Vertrag mit Ismaili vorzeitig um ein Jahr auf das Jahr 2022. Im Mai 2022 wurde bekannt, dass Ismaili den Verein auf Ende Saison verlassen wird. 2024 wechselte er in den Kosovo zu FC Suhareka.